# Meixi, Fujian
Meixi (kinesiska: 梅溪) är en köping i sydöstra Kina. Den ligger i Minqing härad i provinshuvudstaden Fuzhou i provinsen Fujian, omkring 45 kilometer väster om centrala Fuzhou. Antalet invånare är 24 083. Befolkningen består av 11 687 kvinnor och 12 396 män. Barn under 15 år utgör 16,0 %, vuxna 15-64 år 74 %, och äldre över 65 år 8,0 %.